# USS Archerfish (SS-311)
USS Archerfish (SS/AGSS-311) byla ponorka třídy Balao. Nejvíce se proslavila potopením japonské letadlové lodi Šinano v listopadu 1944. Dosud se jedná o největší válečnou loď potopenou ponorkou. Za tento čin obdržela po druhé světové válce vyznamenání Presidential Unit Citation.

## Konstrukce a zařazení do služby
Kýl ponorky USS Archerfish byl položen 22. ledna 1943 v loděnicích Portsmouth Navy Yard v Kittery ve státě Maine. Byla spuštěna na vodu 28. května 1943 a její sponzorkou byla slečna Malvina Thompsonová, osobní sekretářka první dámy Eleanor Rooseveltové. Do služby byla zařazena 4. září 1943.

## Druhá světová válka
USS Archerfish absolvovala zkušební plavby začátkem listopadu u pobřeží Nové Anglie, a poté zamířila přes Panamský průplav na Havajské ostrovy. Do Pearl Harboru dorazila 29. listopadu 1943, kde se připojila k Tichomořské flotě.

### První čtyři hlídky, prosinec 1943 – září 1944
Po opravách a výcviku se USS Archerfish vydala 23. prosince na svou první bojovou hlídku. Dne 27. prosince doplnila palivo na atolu Midway a pokračovala do hlídkové oblasti severně od Tchaj-wanu. Během této mise napadla tři lodě, ale žádnou nepotopila a 16. února 1944 se vrátila na Midway k opravám a výcviku.
Druhou hlídku zahájila 16. března, ale během 42 dní na moři v oblasti Palau nenarazila na žádné japonské cíle. Přes Johnstonův atol se vrátila do Pearl Harboru 27. dubna.
Po měsíci vyplula na třetí hlídku do blízkosti Boninských ostrovů. 4. července plnila záchrannou službu při náletech na Iwodžimu a zachránila sestřeleného pilota, podporučíka Johna B. Andersona. Dne 15. července se vrátila na Midway.
Po opravách u mateřské lodi USS Proteus a dalším výcviku odplula 7. srpna na čtvrtou hlídku. Operovala u pobřeží Honšú více než měsíc, ale žádné lodě nepotopila a 29. září se po 53 dnech vrátila do Pearl Harboru.

### Pátá hlídka, říjen–prosinec 1944: PotopeníŠinano
Dne 30. října opustila USS Archerfish Havaj pod velením velitele Josepha Enrighta. Dne 9. listopadu navštívila Saipan kvůli rychlým opravám a o dva dny později vyplula na další hlídku, jejímž hlavním úkolem bylo poskytovat podporu pro první nálety B-29 na Tokio. Dne 28. listopadu nebyla hlášena činnost japonských letadel, což ponorce umožnilo volný pohyb poblíž Tokijského zálivu.
Té noci zahlédli pozorovatelé loď, která vypadala jako tanker. Později se ukázalo, že jde o velkou letadlovou loď doprovázenou třemi torpédoborci (Hamakaze, Jukikaze, Isokaze) a protiponorkovým člunem Cha-241).
Velitel Enright nařídil sledování lodi a přípravu útoku. Po šesti hodinách se cíl otočil a plul přímo proti ponorce, která se dostala do ideální pozice a vypustila šest torpéd, z nichž čtyři zasáhla cíl. Torpéda byla nastavena na malou hloubku (10 stop či 3 m), aby poškodila loď výše na trupu a způsobila převrácení. Ponorka se poté ponořila do hloubky 120 m kvůli obraně před hlubinnými pumami.
USS Archerfish opustila oblast po 48 dnech na moři a 15. prosince zakotvila na Guamu. Zpočátku se mělo za to, že potopila křižník, ale Enrightovy náčrty cíle vedly k uznání potopení letadlové lodi o výtlaku 28 000 tun.
Až po válce Američané zjistili, že šlo o Šinano – největší letadlový nosič té doby. Původně měla být třetí jednotkou třídy Jamato, ale po bitvě u Midway byla přestavěna na letadlovou loď o výtlaku 72 000 tun. Čtyři torpéda zasáhla Šinano mezi protitorpédovou obšívkou a čarou ponoru kolem půl čtvrté ráno. Poškození bylo o to horší, že loď těsně před odpálením torpéd nabrala kurz jižním směrem, což vedlo k odhalení celého boku ponorce. Šinano nejprve pokračovala v plavbě, nicméně kolem šesté hodiny ztratila pohon. Nezkušená posádka si nedokázala poradit se zaplavováním, které bylo umocněno konstrukčními nedostatky lodi. Šinano se převrhla a potopila těsně před jedenáctou hodinou.
Za tuto akci byla USS Archerfish vyznamenána Presidential Unit Citation a Enright obdržel Námořní kříž. Šinano zůstává největší lodí potopenou ponorkou.

### Poslední dvě hlídky, leden–září 1945
Zatímco její důstojníci a posádka trávili svátky v rekreačním táboře na Guamu, USS Archerfish prošla opravou tamtéž. Dne 10. ledna 1945 vyplula na svou šestou hlídkovou plavbu. Její kapitán Enright vlčí smečce, jejíž součástí byly kromě USS Archerfish, USS Batfish a USS Blackfish. Tato mise ji zavedla do vod Jihočínského moře do blízkosti Hong Kongu a jižního cípu Tchaj-wanu. Během mise poškodila jeden neidentifikovaný cíl a 14. února potopila ponorku. Potopení ponorky bylo potvrzeno až po skončení války. Mise skončila 3. března, o tři dny dříve, než bylo plánováno, kvůli problémům s předními kormidly. USS Archerfish kotvila na Saipanu a v Pearl Harboru, než 13. března dorazila do San Francisca. Poté zamířila do Hunters Point Naval Shipyard k opravám a suchému dokování.

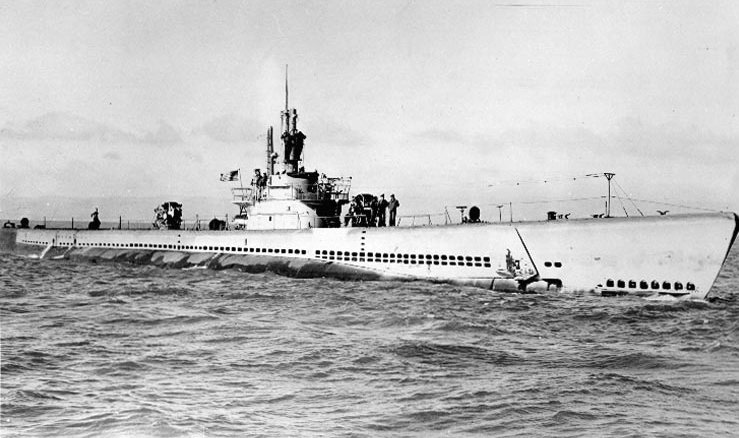
USS Archerfish při testu 5. června 1945 u San Francisca

Po dokončení oprav vyplula USS Archerfish 14. června na Oahu. Do Pearl Harboru dorazila 22. června. Dne 10. července vyplula na svou sedmou a poslední válečnou plavbu, kterou uskutečnila v oblasti u východního pobřeží Honšú a jižního pobřeží Hokkaidó, poskytující podporu pro útočící B-29. 15. srpna byla stále u Hokkaidó, když dorazila zpráva o japonské kapitulaci. USS Archerfish byla jednou z 12 ponorek, které 31. srpna vpluly do Tokijského zálivu a přistály u mateřské lodě USS Proteus poblíž Jokosuky. Po formální japonské kapitulaci 2. září USS Archerfish opustila záliv a zamířila zpět do Pearl Harboru, kam dorazila 12. září. Následně byla přidělena k 1. ponorkovému svazu pro službu a výcvik.

### Po válce
Ponorka opustila Pearl Harbor 2. ledna 1946 a zamířila do San Francisca. Od 8. ledna do 13. března probíhaly přípravy na její deaktivaci. Dne 13. března se vydala do Mare Island Naval Shipyard, kde byly dokončeny poslední fáze deaktivace. USS Archerfish byla vyřazena z provozu 12. června 1946 a zařazena do Skupiny rezervních plavidel Tichomořské floty v Mare Island.

## Korejská válka, 1952–1955
Během války v Koreji byla řada neaktivních námořních plavidel opět uvedena do služby. USS Archerfish byla vybrána pro opětovné uvedení do služby 7. ledna 1952 a znovu aktivována byla 6. března. K Tichomořské flotě se připojila 26. března. Následující den vyplula ze San Diega na tři týdny trvající cvičení. Nicméně 28. března vypukl na můstku požár a ponorka se vlastní silou vrátila na Mare Island k opravě.
Po dokončení oprav USS Archerfish pokračovala v cvičeních u západního pobřeží. Poté se 3. července připojila k Atlantické flotě. Přidělena ke 12. ponorkovému svazu operovala z Key West v Karibském moři. Ponorka opustila Key West 25. dubna 1955 a zamířila do Philadelphia Naval Shipyard k deaktivaci. Po dokončení oprav byla odtažena do New London ve státě Connecticut, kde byla zařazena do Skupiny rezervních plavidel Atlantické floty. Dne 21. října 1955 byla vyřazena z provozu.

## Oceánografická práce, 1958–1964
USS Archerfish byla znovu aktivována na základně v New London v červenci 1957, zařazena do služby 1. srpna a opět přidělena ke 12. ponorkovému svazu na Key West. Dne 13. ledna 1958 vyplula na plavbu pod technickým dohledem Námořního hydrografického úřadu. Během této mise navštívila Recife, Brazílie a Trinidad. Po dokončení této mise poskytla služby výcvikovým velitelstvím flotily na Key West a v Guantánamo Bay. V tomto období také představovala USS Sea Tiger ve filmu z roku 1959 Operation Petticoat při podvodních a dálkových scénách.

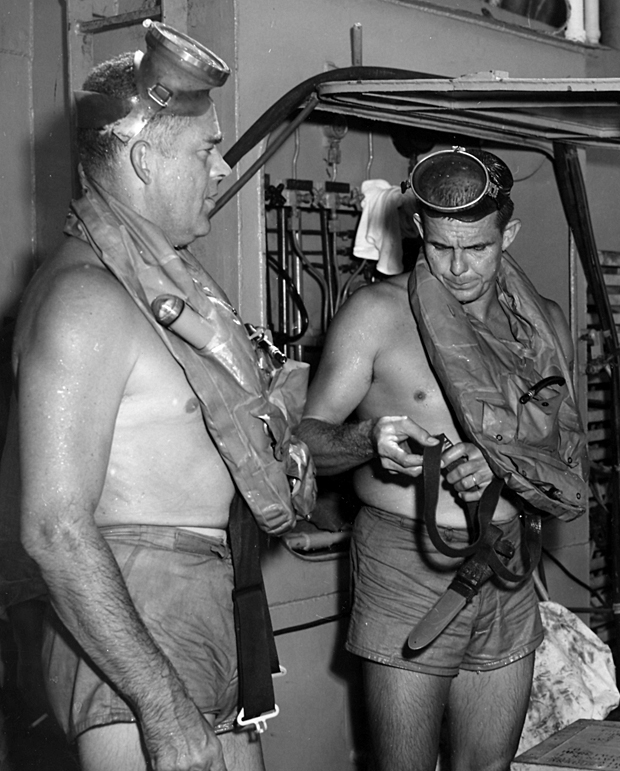
Dr. George Bond a hlavní inženýr Cyril Tuckfield po rekordním vzestupu ve vodě v roce 1959.

Dne 2. října 1959, přibližně 15 mil jihozápadně od Key West USS Archerfish dosedla na dno v hloubce 322 stop (98 m). Velitel George F. Bond a hlavní inženýr Cyril Tuckfield poté úspěšně provedli 302 stop dlouhý únikový vzestup z předního únikového poklopu, který trval 52 sekund. Oba muži obdrželi Legion of Merit v roce 1960 za prokázání proveditelnosti hlubokého úniku z ponorky.
Začátkem roku 1960 byla USS Archerfish vybrána k účasti na operaci „Sea Scan“, vědecké studii počasí, složení vody, hloubky oceánu a teplotních rozsahů. V lednu byla přijata do Philadelphia Naval Shipyard, kde byly provedeny pro tuto novou misi speciální úpravy. Během tohoto období byla přejmenována na pomocnou ponorku s klasifikačním symbolem AGSS-311. S týmem civilních vědců zahájila první fázi „Sea Scan“ 18. května. Během této plavby navštívila Portsmouth v Anglii, Hammerfest a Bergen v Norsku; Faslane ve Skotsku; základnu Thule, Nuuk, a Qaqortoq v Grónsku, Belfast v Severním Irsku a Halifax v Kanadě, než 3. prosince zakotvila v New London.
Po šesti týdnech údržby vyplula USS Archerfish 20. ledna 1961 na pacifickou fázi „Sea Scan“, 6. února proplula skrz Panamský průplav a pokračovala přes San Diego na Havaj. 27. března opustila Pearl Harbor. Během operací navštívila základny v Jokosuce a Hakodate v Japonsku, Hong Kong, základnu v Subic Bay na Filipínách, Bangkok v Thajsku Penang v Malajsii, Colombo na Srí Lance a Fremantle v Austrálii, až na konci roku 1961 zakotvila v Jokosuce.
Druhá fáze operace „Sea Scan“ pokračovala na začátku roku 1962 operacemi v západním Tichém oceánu a zastávkami v Sasebu v Japonsko, na Guamu a v Cebu City na Filipínách. Po dokončení druhé fáze začátkem března zamířila přes Americkou Samou do Pearl Harboru. 27. dubna navštívila sanfranciskou loděnici Hunters Point za účelem provedení nutných oprav. Po jejich dokončení zamířila do San Diega na dvoutýdenní údržbu. Poté zahájila třetí fázi operace „Sea Scan“ ve východním Tichém oceánu, se zastávkami v Pearl Harboru a na Midway. Na vánoční svátky se vrátila do San Diega.
USS Archerfish opustila San Diego 10. ledna 1963 a zamířila do Jokosuky, kde začala třítýdenní údržbu. Po dvou a půl měsících operací se vrátila do Spojených států na krátkou návštěvu San Francisca, než se na začátku května znovu dostala do Pearl Harboru. Konec května a většina června byly věnovány průzkumu u severozápadního pobřeží Spojených států a Kanady se zastávkami v Portlandu, Seattlu a Vancouveru. Ponorka se vrátila do Jokosuky na suché dokování v červenci a srpnu před zahájením tři měsíce trvajícího nepřetržitého průzkumu ve středním Tichomoří, přerušovaného pouze krátkými zastávkami pro doplnění paliva a údržbu na Midway a v Pearl Harboru. Jokosuku opustila 25. listopadu a vydala se na prodlouženou plavbu na jižní polokouli. V polovině prosince dorazila do Austrálie, kde strávila tři týdny dovolené v Newcastlu a Sydney. Z tohoto posledního přístavu zamířila na Guam na dvoutýdenní údržbu koncem ledna 1964 a konečně dorazila do Pearl Harboru 5. března.
Pearl Harbor opustila 30. března a pokračovala v operacích „Sea Scan“ ve východním Tichém oceánu. Navštívila San Francisco v dubnu a Vancouver v květnu, než se 25. května vrátila do Pearl Harboru, čímž skončila třetí fázi operace „Sea Scan“.
Čtvrtou a poslední fázi operace „Sea Scan“ započala, když 17. června opustila Pearl Harbor a zamířila do východního Tichomoří. V červenci navštívila přístavy v Seattlu a Olympii a 19. srpna se vrátila do Pearl Harboru na třítýdenní údržbu a suché dokování před zahájením plavby do jižního Tichomoří. 9. září vyplula na Fidži. Po krátké zastávce v Suvě zamířila do Aucklandu na Novém Zélandu, kde strávila 11 dní. Další zastávkou byl Wellington, ze kterého vyrazila zpět do Jokosuky, kam dorazila 6. listopadu. Znovu vyplula 27. listopadu, aby pokračovala v průzkumu v oblasti souostroví Karolíny. Závěr roku strávila na Filipínách na základně Subic Bay, kde podstoupila údržbu.

## 1965–1968
Během zbývajících tří a půl let své služby USS Archerfish vykonávala různé výzkumné úkoly ve východním Tichomoří. Začátkem roku 1968 byla prohlášena za nezpůsobilou pro další námořní službu a 1. května 1968 byla vyškrtnuta z registru námořnictva. Následně byla odtažena jako cvičný cíl k San Diegu a 17. října 1968 potopena torpédem vypáleným z ponorky USS Snook.